# São Gonçalo (Amarante)
São Gonçalo is een plaats (freguesia) in de Portugese gemeente Amarante en telt 6 503 inwoners (2001).